# Karsan Atak
Il Karsan Atak è un modello di autobus a pianale ribassato prodotto dalla turca Karsan a partire dal 2014.
La produzione avviene nello stabilimento Karsan di Hasanağa, nei pressi di Bursa.

## Storia
Nel 2019 è stata lanciata sul mercato la versione elettrica mentre nel 2021 quest'ultima è stata testata per percorrere maggiori distanze. Nello stesso anno è stata inoltre presentata una versione a guida autonoma.

## Tecnica
L'Atak monta nella versione Diesel un motore FPT NEF4 (Euro VI) alimentato a gasolio con potenza massima di 137 kW posto in posizione trasversale. La versione elettrica è equipaggiata con un motore Dana TM4 ed accumulatori agli ioni di litio BMW i.
La struttura è in acciaio al carbonio.

## Caratteristiche
- Lunghezza: 8315 mm
- Porte: due
- Alimentazione: gasolio, elettrico

## Diffusione
Diversi esemplari sono stati acquistati da BKK (Budapest) e dal comune di Charkiv. Nel 2021 i primi esemplari di Atak ad alimentazione elettrica sono stati consegnati a Keolis per il bacino della città belga di Gand.
Tre esemplari sono invece in servizio nella MTM di Molfetta, nel trasporto pubblico locale. Nel 2023 sono entrati in servizio nella città bulgara di Dobrich, come spina dorsale del servizio di trasporto urbano. Sempre nel 2023 sono stati acquistati da ATV (Verona) 5 esemplari elettrici e 1 a gasolio. Inoltre, un esemplare elettrico è usato dall'ASPO (Olbia).  
Nel 2024, Start Romagna ha acquistato diversi di questi mezzi nella versione elettrica, dove verranno utilizzati nel servizio di linea urbana a Rimini e Ravenna.